# Johannes Friedrich (Altorientalist)
Karl Eduard Paul Johannes Friedrich (* 27. August 1893 in Schönefeld bei Leipzig; † 12. August 1972 in Berlin) war ein deutscher Altorientalist.

## Leben
Er studierte an der Universität Leipzig u. a. bei Franz Studniczka, Johannes Kromayer, Max Heinze, Emil Jungmann und Eduard Sievers Indogermanistik, Klassische Philologie und Semitistik und wurde 1916 zum Dr. phil. promoviert. 1917 bis 1924 war er als Lehrer im Schuldienst tätig. 1924 habilitierte er sich an der Universität Leipzig. 1925 erhielt er einen Lehrauftrag für „altkleinasiatische Sprachen“, 1928 wurde er Assistent. Seit dem 25. März 1929 hatte er an der Universität Leipzig eine nichtplanmäßige außerordentliche Professor inne. Im November 1933 unterzeichnete er das Bekenntnis der deutschen Professoren zu Adolf Hitler. Seit dem 30. April 1936 war er ordentlicher Professor für Orientalische Philologie. Seit 1940 war er Mitglied der Sächsischen Akademie der Wissenschaften.
Am 30. Juli 1948 in freier Wahl gewählt, war Friedrich vom 31. Oktober 1948 bis zum 31. Oktober 1949 Rektor der Universität Leipzig.

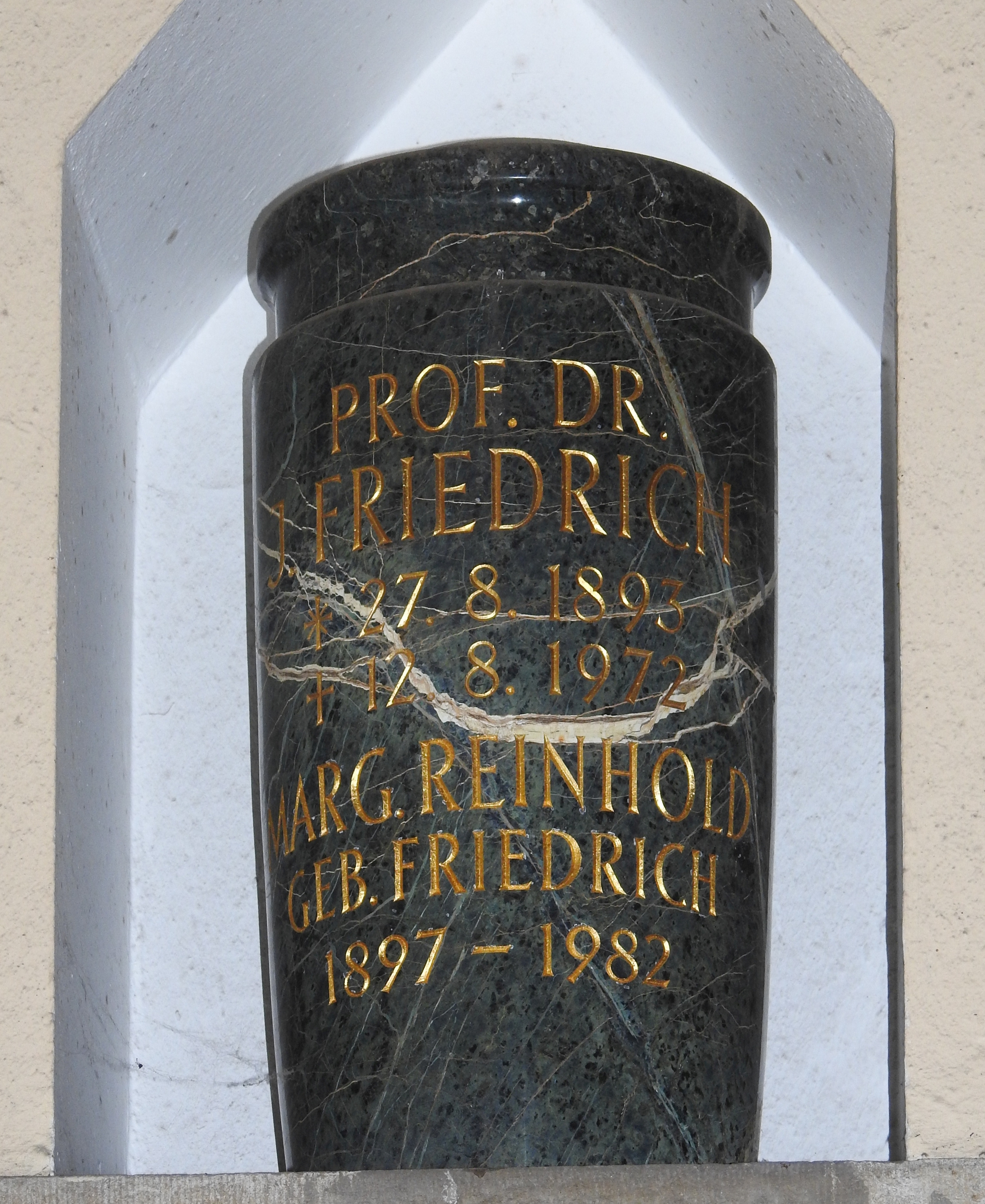
Schmuckurne für Johannes Friedrich im Kolumbarium des Friedhofs Wilmersdorf

Am 30. September 1950 verließ er die Universität Leipzig und ging an die Freie Universität Berlin, wo er einen neu eingerichteten Lehrstuhl für Altorientalische Philologie erhielt. Zum 30. September 1961 wurde er emeritiert.

## Veröffentlichungen (Auswahl)
- Deminutivbildungen mit nicht deminutiver Bedeutung, besonders im Griechischen und Lateinischen. Breitkopf & Härtel, Leipzig 1916 (= Dissertation).
- Hethitische Studien.  Sonderdruck aus der Zeitschrift für Assyriologie und verwandte Geschichte, Neue Folge Nr. 1 (35) und 2 (36), de Gruyter & Co, Berlin 1924.
- Staatsverträge des Ḫatti-Reiches in hethitischer Sprache II. Mitteilungen der Vorderasiatisch-Ägyptischen Gesellschaft 34. Hinrichs, Leipzig 1930 (= Habilitationsschrift).
- Kleinasiatische Sprachdenkmäler. Berlin 1932.
- Phönizisch-Punische Grammatik. Rom 1951.
- Kurze Grammatik der alten Quiché-Sprache im Popol Vuh. Verlag der Akademie der Wissenschaften und der Literatur in Mainz. In Kommission bei Franz Steiner Verlag, Wiesbaden 1955 (= Akademie der Wissenschaften und der Literatur. Abhandlungen der geistes- und sozialwissenschaftlichen Klasse. Jahrgang 1955, Nr. 4).
- Die hethitischen Gesetze. Brill, Leiden 1959.
- Entzifferung verschollener Schriften und Sprachen. Springer, Berlin 1954; 2., verbesserte Auflage, Springer, Berlin, Göttingen, New York 1966.

## Archivalien
- Universitätsarchiv Leipzig, Personalakte PA 0480 (186 Blätter)